# Багаев, Павел Егорович
Павел Егорович Багаев (19 декабря 1900, Ступино, Астраханская губерния — 16 октября 1989, Умань, Черкасская область) — советский военный деятель, генерал-майор авиации (30 апреля 1943 года).

## Биография
Павел Егорович Багаев родился 19 декабря 1900 года в село Ступино (ныне — Черноярского района Астраханской области) в крестьянской семье. Окончил церковно-приходскую школу в 1912 году. В 1918 году призван в РККА, участник Гражданской войны. Служил, начальником пулеметного отделения, командиром пулеметного взвода. Участвовал в подавлении Кронштадтского мятежа. В 1923 году окончил Школу командного состава им. ВЦИК, в 1925 году, Военно-теоретическую школу ВВС, в 1926 году, Летную школу, в 1927 году, Школу воздушного боя, в 1935 году, Высшая летно-тактическую школу ВВС.
Во время Великой Отечественной войны был начальником Энгельского военно-авиационного училища (23.07.1938-14.05.1944), начальником 5-й военно-авиационной школы первоначального обучения (14.05.1944-12.07.1946).
После войны, начальник 22-й военно-авиационной школы воздушных стрелков радистов (12.07.1946-09.03.1954), начальник 271-й военно-авиационной школы воздушных стрелков радистов (09.03.1954-09.10.1956)
В октябре 1956 года, уволен в запас.
Генерал-майор авиации Павел Егорович Багаев умер 16 октября 1989 года в городе Умань Черкасской области.